# シャリテー
座標: 北緯52度31分36秒 東経13度22分47秒 / 北緯52.52667度 東経13.37972度
シャリテー – ベルリン医科大学 (Charité – Universitätsmedizin Berlin) は、ヨーロッパ最大級の大学病院で、フンボルト大学およびベルリン自由大学と提携している。ドイツ研究振興協会の多数の共同研究センター (CRC) を擁する研究集約的な医療機関である。2019年にニューズウィーク誌は、シャリテーを世界で5番目に優れた病院、ヨーロッパでは最高の病院とランク付けした。エミール・アドルフ・フォン・ベーリング、ロベルト・コッホ、パウル・エールリヒなど、生理学と医学の分野でのノーベル賞を受賞したドイツ人の半分以上は、シャリテーで仕事をしている。シャリテーで治療を受けた政治家や外交官の中には、整形外科で半月板を治療したドイツのアンゲラ・メルケル首相や、ウクライナの元首相ユーリヤ・ティモシェンコなどがいる。2010/2011年にフンボルト大学とベルリン自由大学の医学部は、シャリテーの傘下で統合された。

## 沿革

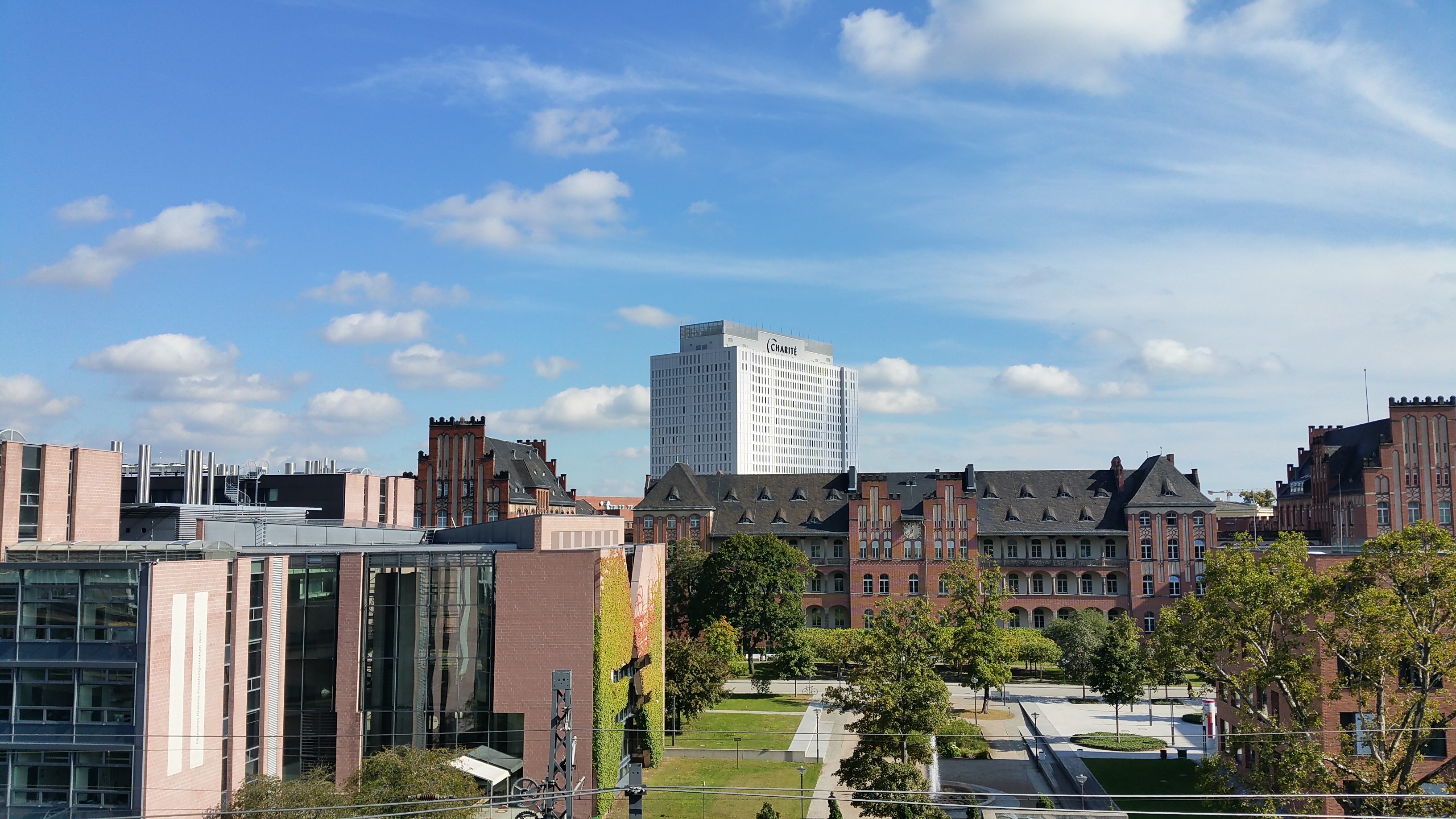
キャンパス・シャリテー・ミッテ (CCM) の新旧ビルディング

ベルリン市内のシャリテーの4キャンパス

1709年11月14日のプロイセン王フリードリヒ1世の命令に従い、1710年にベルリンの城壁の北側に病院が建てられた。これは既に東プロイセンの人口を減少させていた腺ペストの流行を見越したものだった。ペストの流行が収まった後に、病院は貧しい人々のための慈善病院として使われるようになった。1727年1月9日、プロイセン王フリードリヒ・ヴィルヘルム1世は病院に、「慈善」を意味するシャリテーの名を与えた。
1713年に解剖劇場が建築されたのが医学部の始まりで、後にプロイセン科学アカデミーの医学・外科学会が監督するようになった。
19世紀に入り、1810年にベルリン大学 (現在のフンボルト大学) が創立された後、医学部長クリストフ・ヴィルヘルム・フーフェラントは1828年にシャリテーを教育病院として統合した。この時期にシャリテーは次のような医学の先駆者たちを輩出した。それは近代病理学の父として知られるルドルフ・フィルヒョウ、スイスの精神科医で神経科医のOtto Binswanger、結核、コレラ、炭疽菌の原因をつきとめたロベルト・コッホ、児童の死因の多くを占めるジフテリアの解毒剤を発見したエミール・アドルフ・フォン・ベーリングなどである。 
20世紀、第二次世界大戦終結時にシャリテーはベルリンの戦火に耐えたが、1945年5月2日にベルリンは赤軍に占領された。既存の建物の大部分は戦争の被害を受けていたが、それでも赤軍の病院として使用されることになった。ヨーロッパ戦勝記念日の後、非ナチ化とニュルンベルク裁判の時代を経て、シャリテーは1949年のドイツ民主共和国 (DDR) つまり東ドイツの成立の時、ベルリンのソ連占領区にあった。共産主義の下で基準はほぼ維持され、冷戦時代には東側の宣伝材料となった。そして1990年のドイツ統一とその後の数年を経て、シャリテーは再び世界の研究と教育をリードする病院となっている。

## 組織

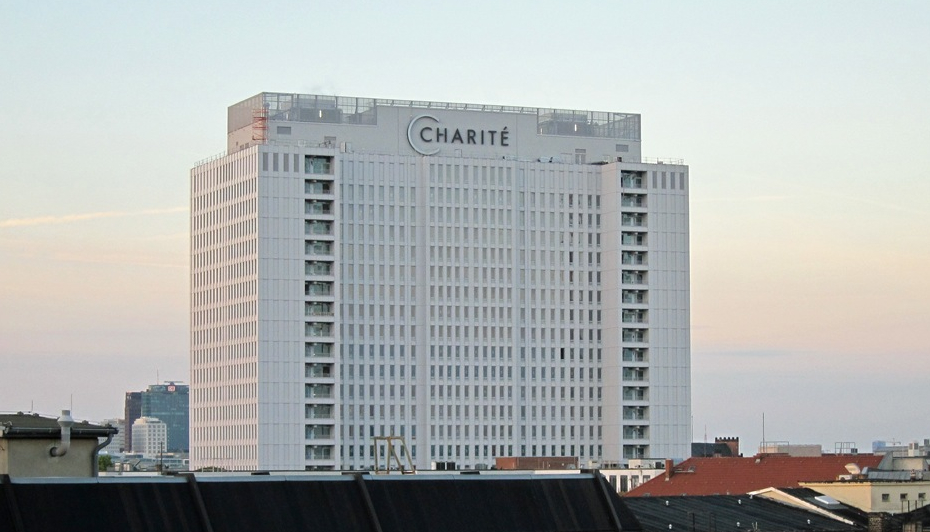
キャンパス・シャリテー・ミッテ (CCM) メインビルディング

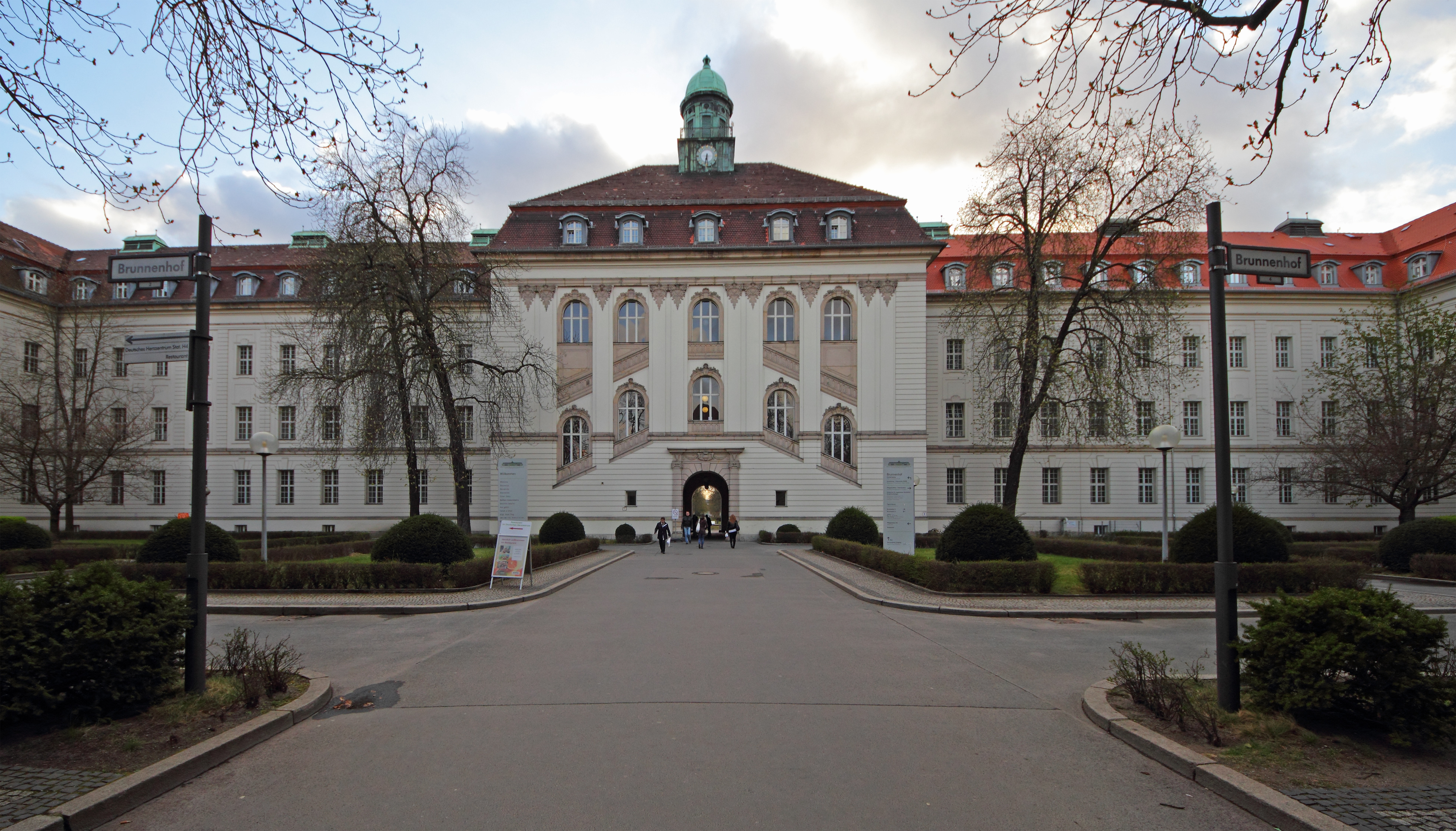
キャンパス・フィルヒョウ・クリニクム (CVK), ドイツ心臓センターベルリン

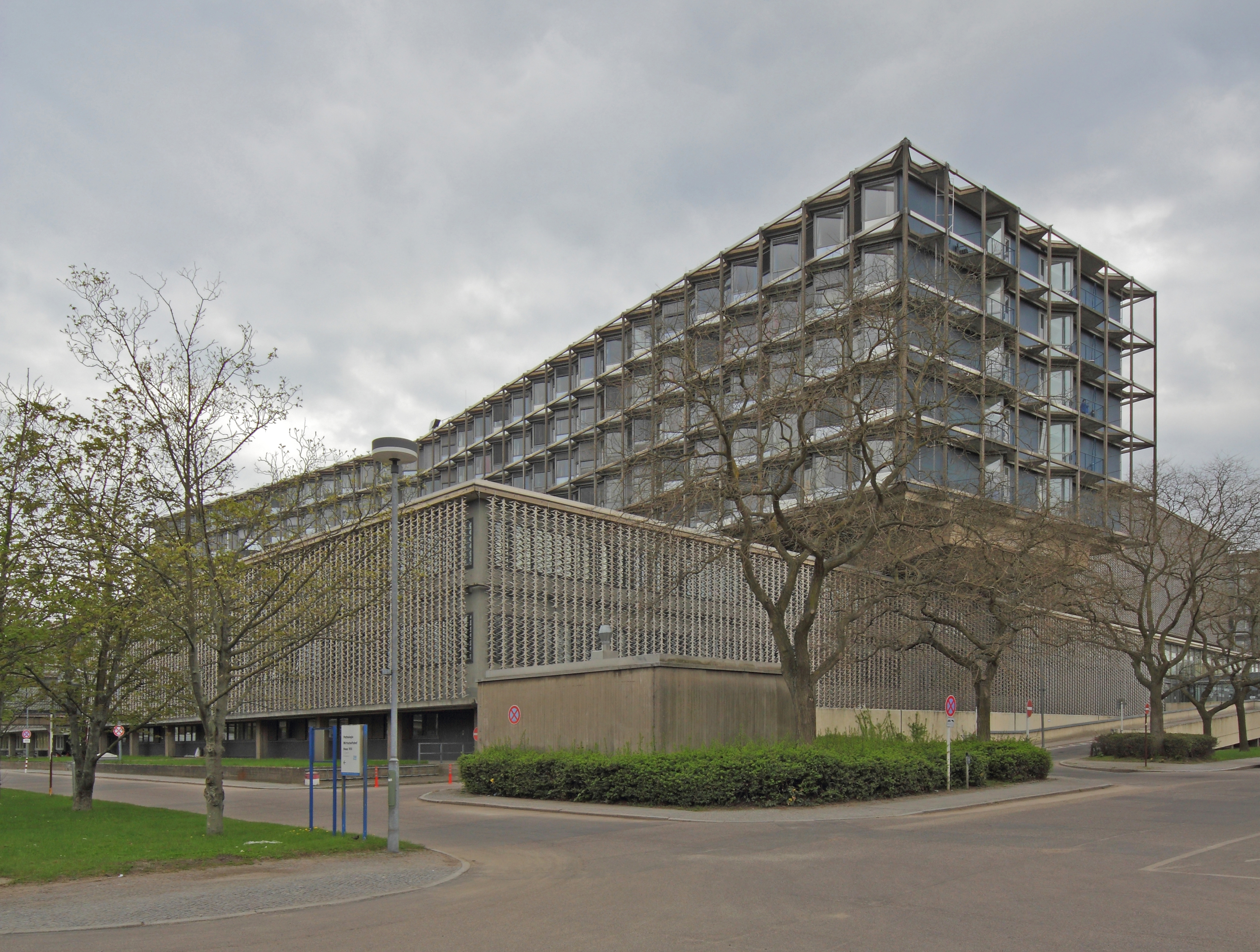
キャンパス・ベンジャミン・フランクリン (CBF)

シャリテーのキャンパスはベルリン市内に4か所ある。
- キャンパス・シャリテー・ミッテ (CCM) はベルリンのミッテ地区
- キャンパス・ベンジャミン・フランクリン (CBF) はベルリンのリヒターフェルデ地区
- キャンパス・フィルヒョウ・クリニクム (CVK) はベルリンのヴェディング地区
- キャンパス・ベルリン・ブーフ (CBB) はベルリンのブーフ地区

シャリテーには100以上の診療所と科学研究所があり、「シャリテーセンター」 (CC) と呼ばれる以下の17の異なる部門で構成されている。
- CC 1: 健康と人間科学
- CC 2: 基礎科学 (1年次)
- CC 3: 歯科、口腔、上顎医学
- CC 4: セラピー研究のシャリテーBIH センター
- CC 5: 診断検査と予防医学
- CC 6: 診断と介入放射線医学及び核医学
- CC 7: 麻酔学、手術室管理、集中治療医学
- CC 8: 手術
- CC 9: 外傷学と再建医学
- CC 10: シャリテー総合がんセンター
- CC 11: 心臓血管疾患
- CC 12: 内科と皮膚科
- CC 13: 内科、消化器内科、腎臓内科
- CC 14: 腫瘍医学
- CC 15: 神経科、脳神経外科、精神科
- CC 16: 聴覚学/フォニアトリクス、眼科、耳鼻咽喉科
- CC 17: 婦人科、周産期、小児・青年期医学、周産期センター及び遺伝学）

全体として、これらのうち13のセンターでは患者の治療に重点を置き、それ以外の部門は研究と教育に重点を置いている。シャリテーの「ベルリン医学史博物館」では、1899年まで歴史を辿ることができる。現在の形の博物館が開館したのは1998年で、病理学と解剖学のコレクションが有名である。

## 著名な人物

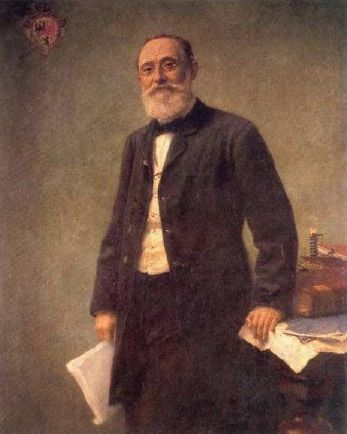
ルドルフ・フィルヒョウ, by ヒューゴ・フォーゲル

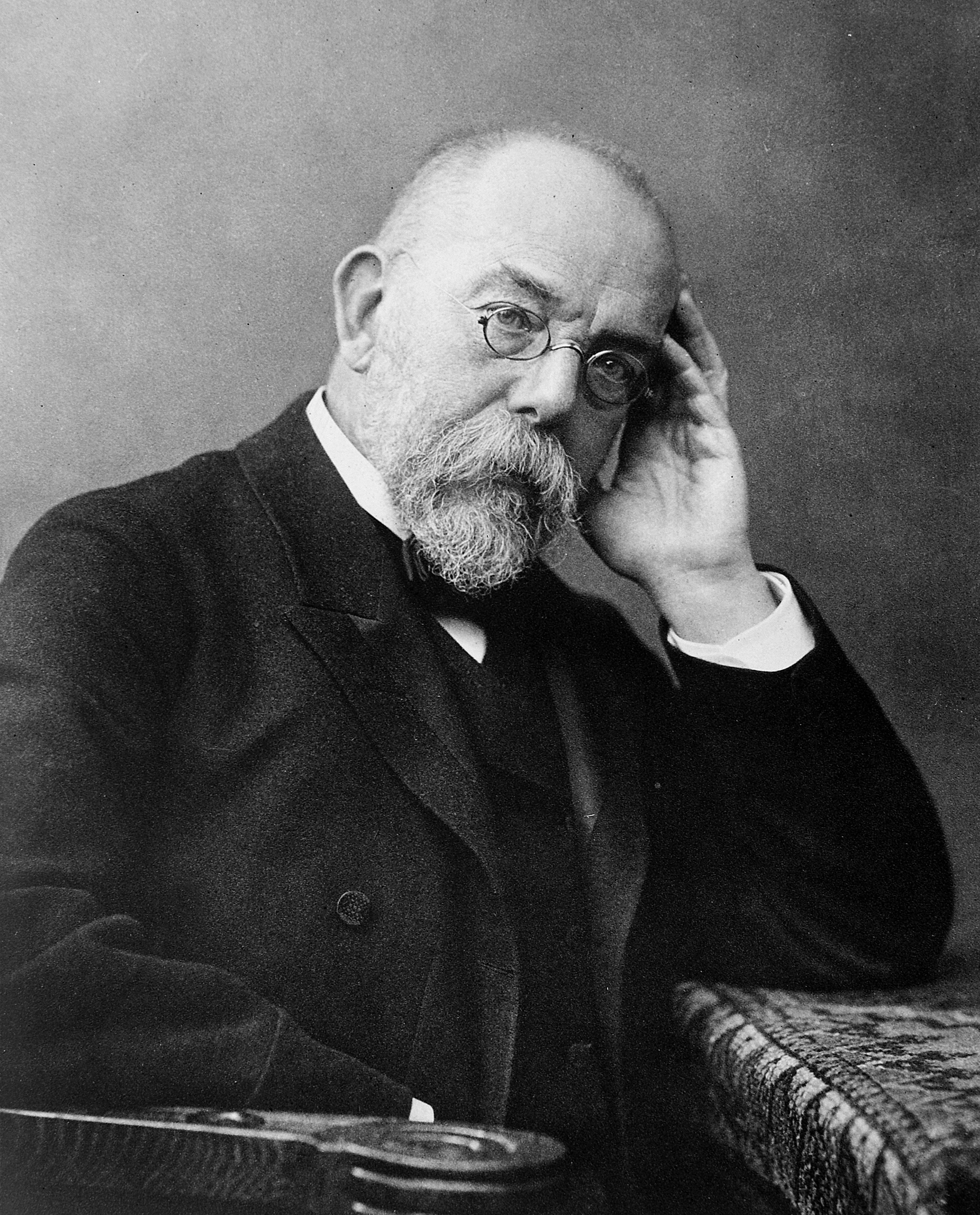
ロベルト・コッホと微生物学の濫觴

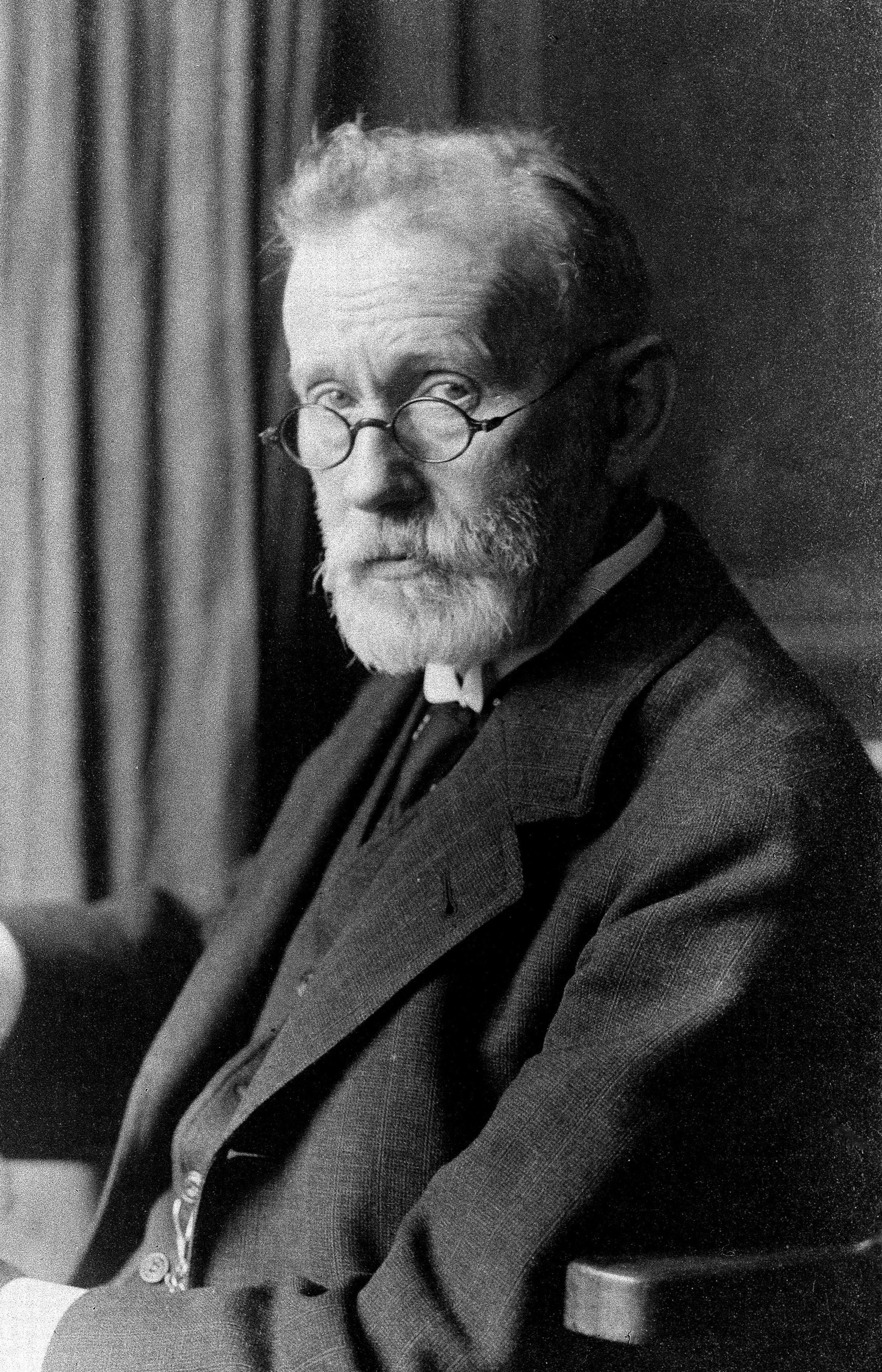
パウル・エールリヒ

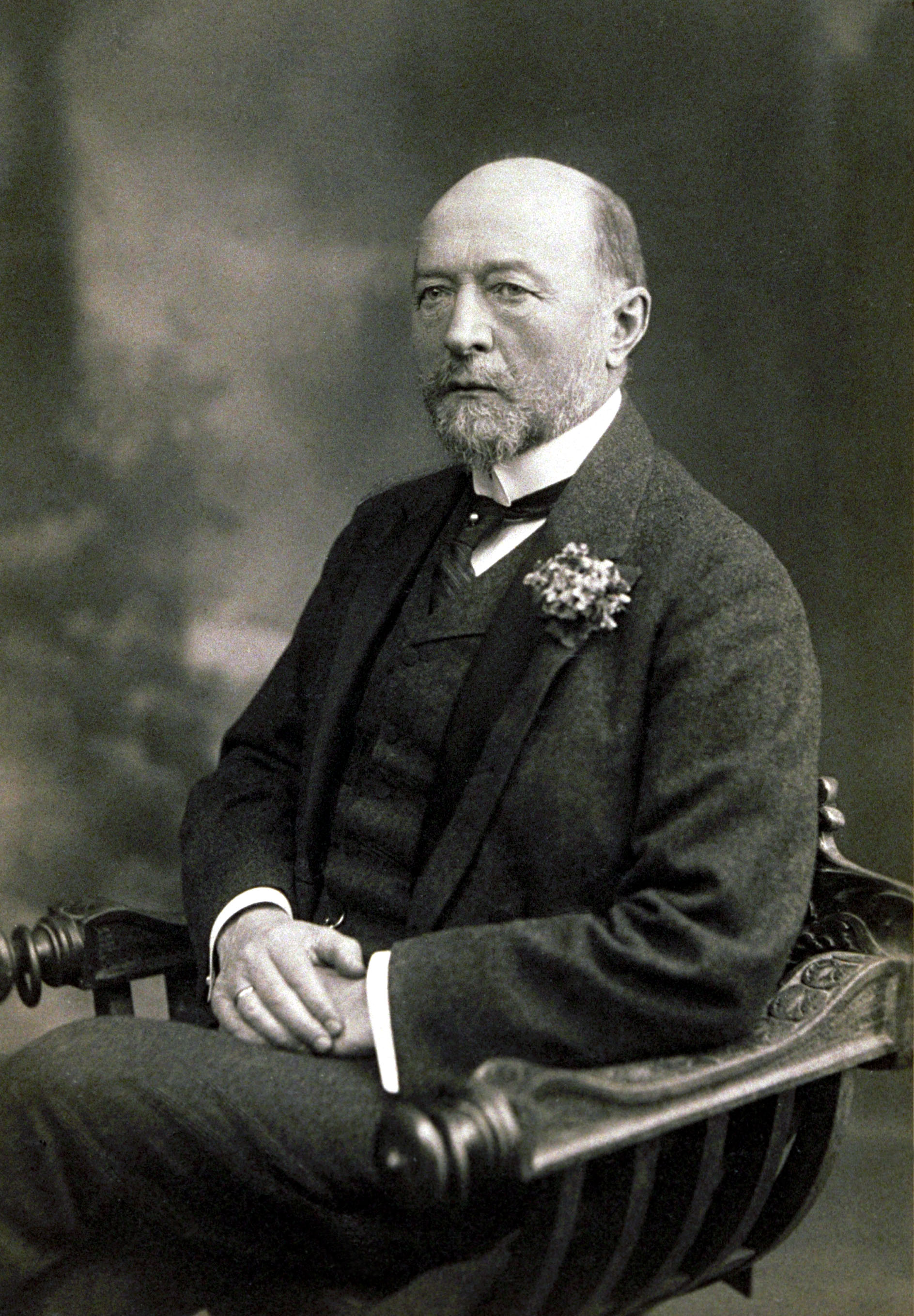
エミール・アドルフ・フォン・ベーリング

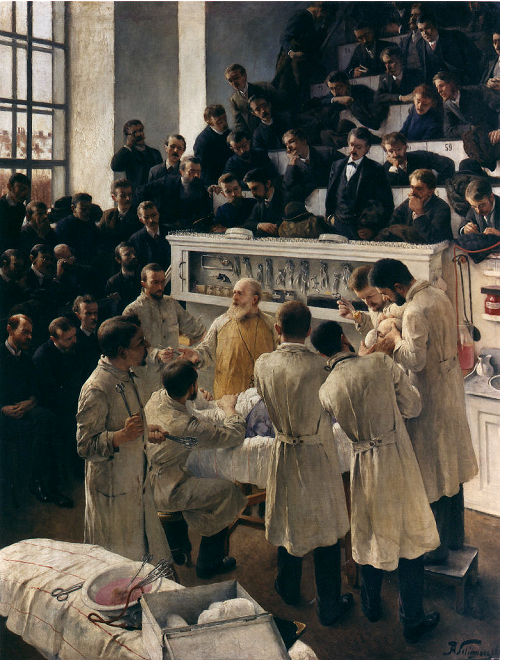
テオドール・ビルロートの手術

多くの有名な医師や科学者がシャリテーで働き、研究しており、ドイツのノーベル生理学・医学賞受賞者の半数以上はシャリテー出身者である。ノーベル賞受賞者のうちは40人はフンボルト大学所属、5人はベルリン自由大学所属。
- Selmar Aschheim – 婦人科医
- Heinrich Adolf von Bardeleben – 外科医
- Ernst von Bergmann - 外科医
- August Bier – 外科医
- Max Bielschowsky – 神経病理学者
- テオドール・ビルロート – 外科医
- Otto Binswanger - 精神科医、神経科医
- Karl Bonhoeffer - 神経科医
- Hans Gerhard Creutzfeldt – 神経科医、神経病理学者
- Johann Friedrich Dieffenbach – 外科医
- Christian Drosten – ウィルス学者
- Friedrich Theodor von Frerichs – 病理学者
- Robert Froriep – 解剖学者
- Wilhelm Griesinger – 精神科医、神経科医
- ヘルマン・フォン・ヘルムホルツ – 医師、物理学者
- Joachim Friedrich Henckel – 外科医
- ヤーコプ・ヘンレ – 医師、病理学者、解剖学者
- Eduard Heinrich Henoch – 小児科医
- Otto Heubner – 小児科医
- Rahel Hirsch – プロイセンで最初の女性医学教授
- Erich Hoffmann – 皮膚科医
- Anton Ludwig Ernst Horn – 精神科医
- ゲロ・ヒュッター – 血液学者
- Friedrich Jolly – 神経科医、精神科医
- Friedrich Kraus – 内科専門医
- Bernhard von Langenbeck – 外科医
- Karl Leonhard – 精神科医
- Hugo Karl Liepmann – 神経科医、精神科医
- レオノール・ミカエリス – 生化学者、医師
- Hermann Oppenheim – 神経科医
- Samuel Mitja Rapoport – 生化学者、医師
- Moritz Heinrich Romberg – 神経科医
- フェルディナント・ザウアーブルッフ – 外科医
- Curt Schimmelbusch – 医師、病理学者
- ヨハン・ルーカス・シェーンライン – 医師、病理学者
- テオドール・シュワン – 動物学者
- Ludwig Traube – 医師、病理学者
- ルドルフ・ルートヴィヒ・カール・フィルヒョウ – 医師、細胞理論および近代病理学の創始者
- Carl Friedrich Otto Westphal – 神経学者、精神科医
- カール・ウェルニッケ – 神経学者
- アウグスト・フォン・ワッセルマン – 細菌学者
- カスパー・ヴォルフ – 生理学者
- Bernhard Zondek – 内分泌学者

### ノーベル賞受賞者
- エミール・アドルフ・フォン・ベーリング – 生理学者 (ノーベル生理学・医学賞、1901年)
- エルンスト・ボリス・チェーン – 生化学者 (ノーベル生理学・医学賞、1945年)
- パウル・エールリヒ – 免疫学者 (ノーベル生理学・医学賞、1908年)
- エミール・フィッシャー – 化学者 (ノーベル化学賞、1902年)
- ヴェルナー・フォルスマン – 医師 (ノーベル生理学・医学賞、1956年)
- ロベルト・コッホ – 医師 (ノーベル生理学・医学賞、1905年)
- アルブレヒト・コッセル – 医師 (ノーベル生理学・医学賞、1910年)
- ハンス・クレブス – 医師、生化学者 (ノーベル生理学・医学賞、1953年)
- フリッツ・アルベルト・リップマン – 生化学者 (ノーベル生理学・医学賞、1953年)
- ハンス・シュペーマン – 発生学者 (ノーベル生理学・医学賞、1935年)
- オットー・ワールブルク – 生理学者 (ノーベル生理学・医学賞、1931年)

## 医学部
2003年にベルリン市と州の下院は、フンボルト大学とベルリン自由大学の医学部をシャリテー傘下に統合する暫定法を可決した。2010/2011年の学期から新医学生は全て、6年間の新訂医療課程プログラムに登録されている。ハイデルベルク大学医学部と共にシャリテーは、ドイツで最も競争力のある医学部である。シャリテー医学部の全学生の3.17%は、ドイツ学術奨学基金から支援を受けており、これはドイツの公立大学の中で最も高い割合である。シャリテー医学生に提供されるエラスムス計画の交換プログラムには72大学が含まれ、ヨーロッパで最大である。シャリテーの学生は交換パートナーと共に、カロリンスカ研究所、コペンハーゲン大学、ソルボンヌ大学、ローマ・ラ・サピエンツァ大学、アムステルダム大学、チューリッヒ大学といった海外の大学で最長1年間学ぶことができる。学生たちはまた研究プロジェクトに参加し、論文を書き上げ、シャリテーが提携する社会プロジェクトに参加することを奨励されている。
2019年に、ベルリン保健研究所がシャリテーの一部となることが発表され、シャリテーがドイツ連邦政府から直接かつ毎年財政支援を受けることができる最初の大学病院となることで、ドイツの大学システムに変化がもたらされた。ヨハンナ・クヴァントの私的基金 (BMW) やビル&メリンダ・ゲイツ財団など民間の慈善寄付者と共に、ベルリン州の資金調達もあわせて、連邦政府の新しい直接投資はシャリテーの研究のための第3の財政基盤となっている。さらにシャリテーが参加しているベルリン大学協定は、2019年にドイツ大学エクセレンス・イニシアティブからの資金提供を受けている。  

## 国際提携大学
- 英国: オックスフォード大学
- 英国: ロンドン大学衛生熱帯医学大学院
- 米国: ジョンズ・ホプキンス大学医学部
- 米国: ノースウェスタン大学医学部
- カナダ: モントリオール大学
- オーストラリア: モナシュ大学
- 日本: 千葉大学
- 日本: 埼玉医科大学
- ブラジル: サンパウロ大学
- 中国: 同済大学 (上海)
- 中国: 同済医科大学 (武漢)

## アインシュタイン財団
シャリテーは2009年にベルリン市とベルリン州が設立したアインシュタイン財団の、主要パートナーの一つである。。主な研究員は次の通り。
- トーマス・スードフ – 生化学者 (ノーベル生理学・医学賞、2013年)
- ブライアン・コビルカ – 化学者 (ノーベル化学賞、2012年)
- エドバルド・モーセル – 神経科学者 (ノーベル生理学・医学賞、2014年)

## テレビドラマ
- シャリテー, ドイツのテレビドラマシリーズ